# Полетаев, Герман Иванович
Ге́рман Ива́нович Полета́ев (17 ноября 1931, с. Юрино Юринского района Марийской АССР — 9 октября 2007, Казань) ― советский российский врач, физиолог, доктор медицинских наук (1976), профессор (1979), Заслуженный деятель науки Татарской АССР (1989).

## Биография
Родился в семье служащего 17 ноября 1931 года в селе Юрино Юринского района Марийской АССР, РСФСР.
В 1949 году поступил на лечебно-профилактический факультет Казанского государственного медицинского института. В 1955 году получил диплом с отличием, был оставлен в аспирантуре при кафедре нормальной физиологии КГМИ. В аспирантуре подготовил материал для кандидатской диссертации. Был учеником профессора А. В. Кибякова.
После окончания аспирантуры Полетаев был назначен ассистентом кафедры нормальной физиологии Калининского медицинского института. Осенью 1959 года успешно защитил кандидатскую диссертацию на тему «О значении ацетилхолина в функции нервных проводников».
С 1961 года вся дальнейшая его деятельность была связана с Казанским медицинским институтом, где был назначен лекционным ассистентом в только что организованную Центральную научно-исследовательскую лабораторию (ЦНИЛ), вскоре был назначен заведующим ЦНИЛ. В декабре 1962 года избран по конкурсу ассистентом, а в 1966 году — доцентом кафедры нормальной физиологии по курсу биофизики.
В 1963 и 1968 году учился по специализаци биофизики и молекулярной биологии. В 1974 году защитил докторскую диссертацию на тему «Значение гуморальных факторов в механизме передачи возбуждения с нерва на скелетную мышцу». В 1977 году Полетаев избран заведующим кафедрой общей биологии Казанского мединститута, которой руководил до 2001 года, до 2007 года преподавал профессором на этой кафедре. В 1983 году назначен проректором КГМИ по научной работе, работал в этой должности до 1995 года.
Написал 110 научных работ, опубликованых также в Болгарии, Чехии, Венгрии. За изобретение имеет авторское свидетельство «Устройство для ввода аналоговой информации». 20 его учеников стали кандидатами и докторами наук, многие из которых ведут большую исследовательскую работу в России и за рубежом в области физиологии возбудимых систем, одним из пионеров которой был Герман Полетаев.
Лауреат Государственной премии Республики Татарстан за работу «Физиология нервно-мышечной передачи». Награждён Орденом «Знак Почёта». В 1989 году за вклад в развитие медицинской науки Герман Полетаев был удостоен почётного звания «Заслуженный деятель науки Татарской АССР».
Умер 9 октября 2007 года в Казани.

## Сочинения
- О механизме действия серотонина на функцию мионевральных синапсов у лягушек // Физиологический журнал СССР имени Сеченова. 1969. Том 55, № 5.
- Исследование механизма блокирования передачи возбуждения с нерва на скелетную мышцу при непрямом, редком раздражении // Нейрофизиология. 1977. № 1.
- Особенности функционального состояния электрогенной мембраны мышечного волокна портняжной мышцы лягушки в условиях нарушения аксоплазматического транспорта // Биологические науки. 1978. № 2.